# 皮瓦省
皮瓦省（województwo pilskie）是波蘭歷史上的一個省，最近一次成立於1975年。1999年1月1日被併入大波蘭省。
1998年面積8,205平方公里。人口496,900人。首府皮瓦。